# Plaesius asperimargo
Plaesius asperimargo är en skalbaggsart som beskrevs av Lewis 1905. Plaesius asperimargo ingår i släktet Plaesius och familjen stumpbaggar. Inga underarter finns listade i Catalogue of Life.